# Crenidens
Crenidens is een monotypisch geslacht van straalvinnige vissen uit de familie van zeebrasems (Sparidae). Het geslacht is voor het eerst wetenschappelijk beschreven in 1830 door Cuvier & Valenciennes.

## Soort
- Crenidens crenidens (Forsskål, 1775)